# San Juan (Abra)
San Juan é um município de  quinta classe de renda municipal (d) na província Abra, nas Filipinas. De acordo com o censo de 1 de maio  de  2020 possui uma população de 10 688 pessoas e 2 525 domicílios.